# عمو سبزی‌فروش (فیلم)
عمو سبزی‌فروش فیلمی به کارگردانی و نویسندگی همایون ارجمند محصول سال ۱۳۴۶ است.

## بازیگران
- شهین
- محمدتقی کهنمویی
- جواد تقدسی
- داریوش اسدزاده
- فریبا فروهر
- صابر آتشین
- جهانگیر فروهر
- اسداله یکتا
- حمیده خیرآبادی
- غلامحسین بهمنیار
- حسن شاهین